# Hartigsee
Der Hartigsee ist ein durch Sandabbau entstandener See im Bad Salzufler Ortsteil Holzhausen im nordrhein-westfälischen Kreis Lippe.
Der namensgebende Hartigshof liegt östlich des Sees. Südlich befindet sich der ebenfalls durch Sandabbau entstandene Krietfeldsee. Direkt westlich des Sees befindet sich der Lauf des Moddenbachs mit der ehemaligen, heute unter Denkmalschutz stehenden, Moddenmühle. Das Gelände direkt nordöstlich des Sees dient als Hochwasserrückhaltebecken der Bega.

## Landschaftsschutzgebiet
Der See ist nach Rekultivierung der Uferbereiche als Landschaftsschutzgebiet Hartigsee ausgewiesen. Das Schutzgebiet ist etwa 37 Hektar groß. Im Westen grenzt das Landschaftsschutzgebiet Moddenbach und im Norden und nordwestlich davon das Landschaftsschutzgebiet Beganiederung an das Schutzgebiet an.

## Nutzung
Der See wird als Angelgewässer vom Sport-Fischer-Verein Bad Salzuflen e. V. genutzt. Die Hauptfischarten sind Karpfen, Brassen, Weißfisch, Barsch, Zander, Hecht, Schleie und Aal. Vereinzelt kommen auch Welse vor. Das Baden im See ist verboten.

## Rechtliche Vorschriften
Im Landschaftsschutzgebiet ist unter anderem das Errichten von Bauten verboten. Grün- und Brachland darf nicht in eine andere Nutzungsart umgewandelt oder umgebrochen werden.

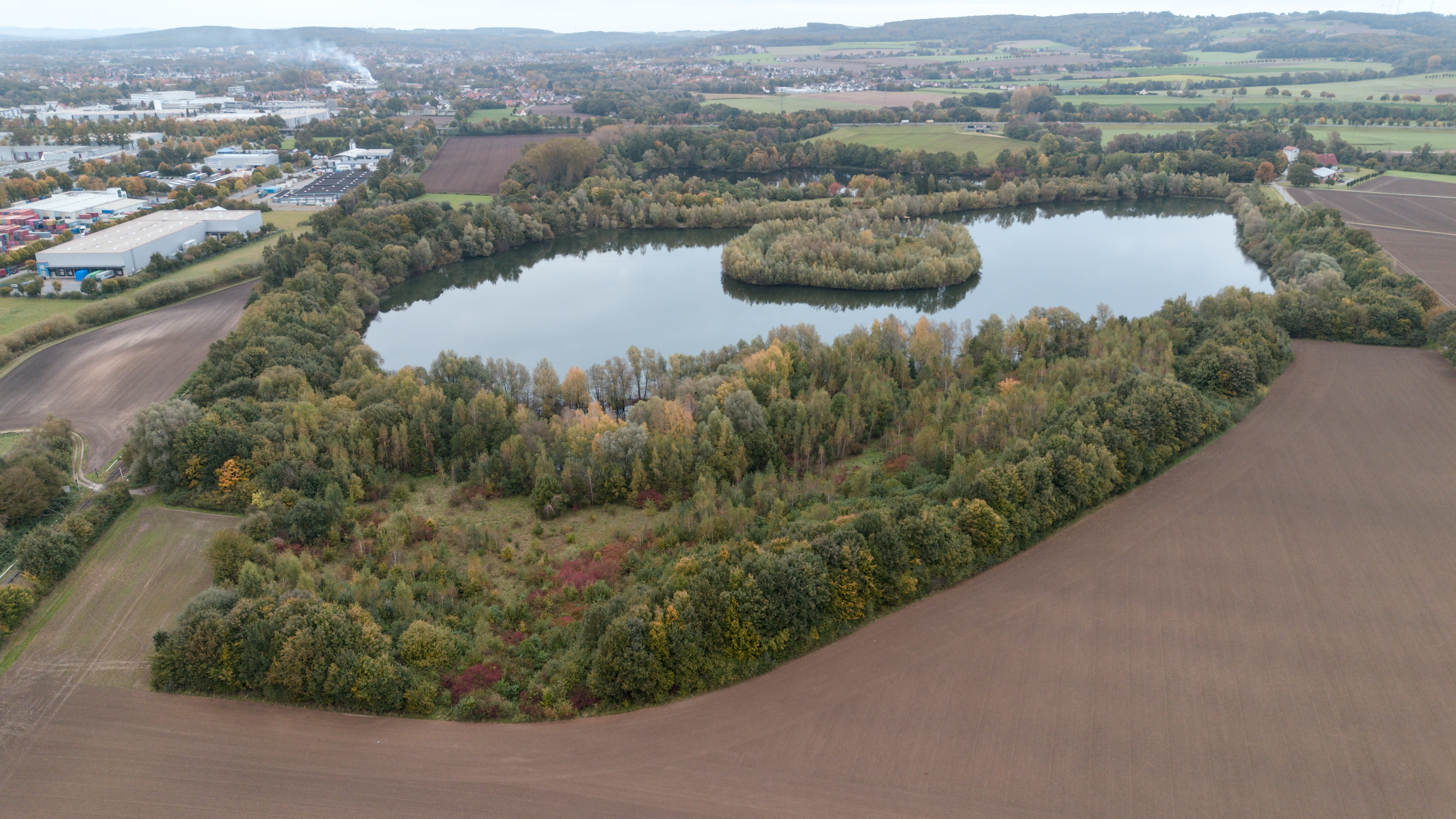
Der Krietfeldsee und dahinter der Hartigsee von Süden